# Aminetou Mint El-Moctar

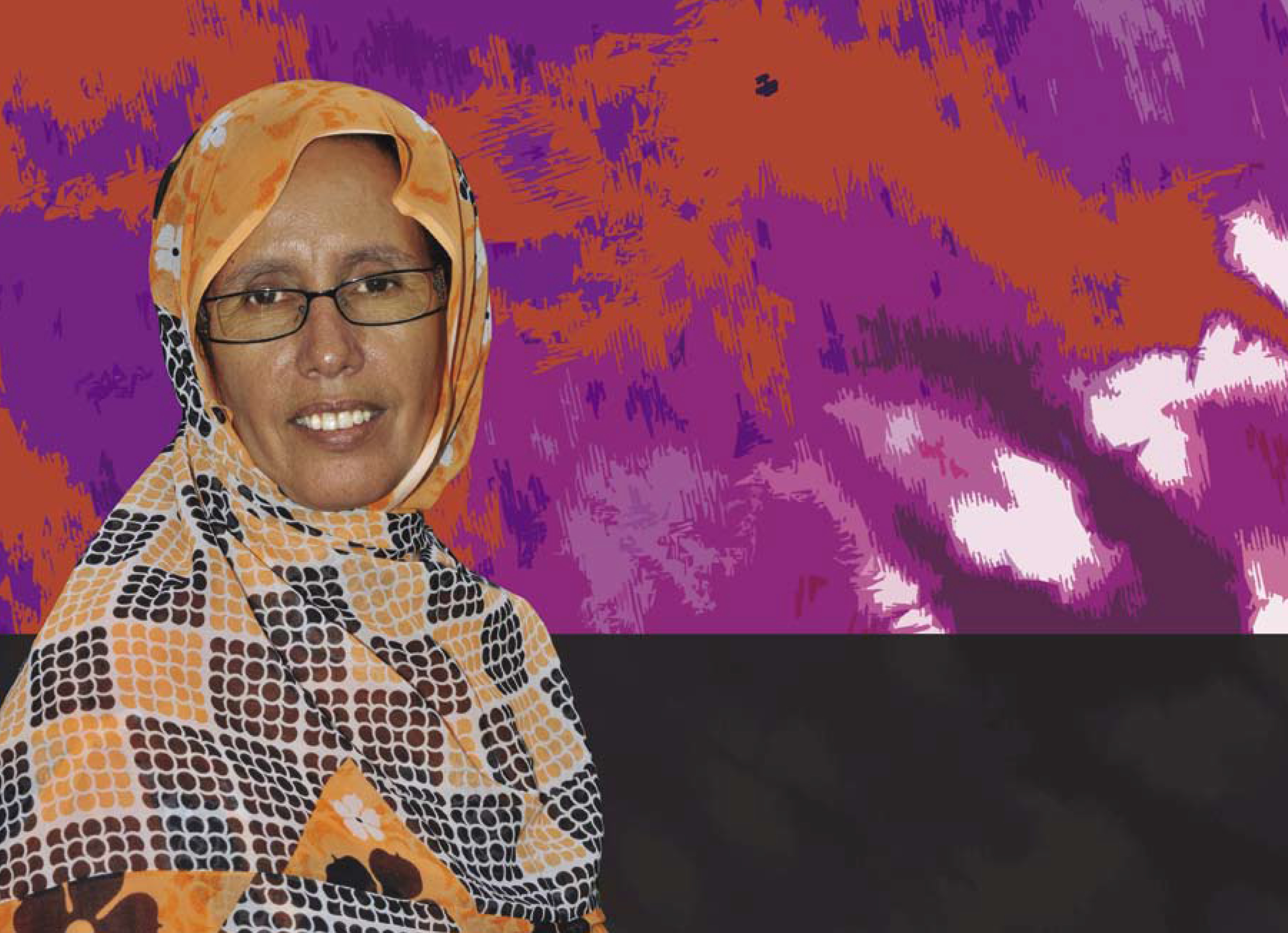
Aminetou Mint El Moctar

Aminetou Mint El-Moctar (arabisch أمينيتو بنت المختار; geb. 13. Dezember 1956, Nouakchott) ist eine mauretanische Politikerin und Frauenrechtsaktivistin. Sie wurde 2015 für den Friedensnobelpreis vorgeschlagen.

## Leben
El-Moctar wurde am 13. Dezember 1956 in Nouakchott geboren und wuchs in einer Familie der Oberschicht mit sieben Geschwistern auf. Im Alter von elf Jahren, arrangierte ihr Vater eine Ehe für sie, gegen welche sie sich heftig wehrte. Die Ehe wurde jedoch geschlossen und ihr erstes Kind wurde geboren, als sie 14 Jahre alt war. Die Ehe hielt neun Jahre. Danach war sie zweimal kurz verheiratet. Aus diesen Ehen hat sie jeweils ein weiteres Kind.
Als Teenager beteiligte sie sich an marxistischen Protestaktionen und wurde von der Polizei mehrfach festgenommen. Zu dieser Zeit engagierte sie sich auch für die Rechte der Sklaven in ihrer Familie und ermutigte sie, selbst die Freiheit zu nehmen und einfach die Familie zu verlassen. Nachdem sie ihren Mann verlassen hatte, musste sie sich zeitweise bei den Hartani verstecken. Es war ihr nicht möglich die Schule zu besuchen, daraufhin arbeitete sie in einer Reihe von schlecht bezahlten Jobs wie: Zigarettenverkäuferin, Telefonistin und als Sozialarbeiterin.

## Aktivismus & Feminismus
El-Moctars Aktivismus begann sehr früh – schon als Jugendliche trat sie für die Rechte anderer ein. Aktivismus, vor allem Kritik gegen die Regierung und besonders von Frauen, ist in Mauretanien nicht gerne gesehen. 1974 gründete El-Moctar dann die Vereinigung der Mauretanischen Demokratischen Frauen. Zwischen 1989 und 1991 war sie Mitglied des International Democratic Movement to Defend the Oppressed. 1991 wurde El-Moctar verhaftet und gefoltert, weil sie sich gegen das Massaker an der schwarzen Minderheit der Mauretanier in Nouadhibou aussprach. Ihr Engagement führte zur Gründung des Committee on Solidarity with the Victims of Repression in Mauritania (Komitee der Solidarität mit den Opfern der Unterdrückung in Mauretanien). Sie hat sich für eine Quote in der Regierung für die Beteiligung von Frauen an politischen Entscheidungsprozessen eingesetzt – diese liegt 2019 bei 20 %.
2009 führte sie Proteste an gegen den Sexhandel mit jungen Frauen auf der Arabischen Halbinsel. Sie hat sich gegen die frühe Verheiratung von Mädchen ausgesprochen und insbesondere gegen die kulturelle Praxis, junge Frauen zwangszuernähren, damit sie dick und bereit für die Ehe werden, was zu Adipositas und Diabetes führt. Um die Sache der Menschenrechte voranzutreiben, erklärt sie: „Wir müssen weiterhin Tabuthemen zur Sprache bringen, um sie zu brechen, die Menschen auf ihre Rechte und Pflichten aufmerksam zu machen und vor allem alle unmenschlichen, erniedrigenden und diskriminierenden Praktiken gegenüber Menschen, insbesondere Frauen und Kindern, anzuprangern“ („We need to continue to raise taboo issues in order to break them, to make people aware of their rights and duties and, above all, to denounce all inhuman, degrading and discriminatory practices towards people, especially women and children“). El-Moctar versteht sich als kämpferische Feministin und möchte Frauen aus ganz Afrika ermutigen, sich im Kampf gegen die männliche Vorherrschaft zusammenzuschließen.

## Fatwa
2014 wurde vom Imam einer mauretanischen radikal-islamistischen Bewegung Ahbab Errassoul (Die Freunde des Propheten) eine Fatwa gegen sie erlassen. Die Anordnung wurde gegen El-Moctar ausgesprochen, weil sie öffentlich den Blogger Mohamed Cheikh Ould Mkhaitir verteidigte, der von Ahbab Errassoul des Abfalls vom Glauben (Apostasie) beschuldigt wurde. Die Fatwa forderte die Tötung und das Ausstechen von El-Moctars Augen, einfach weil sie ein faires Verfahren für den Blogger forderte.

## Association des femmes chefs de familles
Am 17. April 1999 gründete El-Moctar die Association des Femmes Chefs de Familles (AFCF, Vereinigung der Frauen als Haushaltsvorstand). Von Anfang an war die AFCF so konzipiert, dass sie die Vielfalt Mauretaniens widerspiegelt, darunter Frauen aus Ethnien der Araber, Berber, Haratin, Pulaar, Soninke und Wolof. Die AFCF hat 12.000 Mitglieder, sechs Rettungszentren für Opfer, 168 Sozialarbeiter, vier Anwälte und einen Ansprechpartner in jeder Stadt Mauretaniens. 2019 schlug die AFCF der mauretanischen Regierung neue Gesetze zur Verteidigung der Frauenrechte vor, insbesondere zur Einführung härterer Strafen für Vergewaltigungen. Der Vorschlag wurde von der mauretanischen Regierung abgelehnt, da er nicht mit der Scharia im Einklang stand.

## Ehrungen
El-Moctar wurde 2006 mit dem Menschenrechtspreis der Französischen Republik (Prix des Droits de l'homme de la République française) ausgezeichnet. 2010 wurde sie für ihre Arbeit zur Verteidigung der Menschenrechte in Mauretanien in die Ehrenlegion aufgenommen. 2010 wurde ihr von Hillary Clinton der Heroes Prize überreicht. Im Jahr 2015 wurde El-Moctar zusammen mit den anderen Anti-Sklaverei-Aktivisten Biram Dah Abeid und Boubacar Ould Messaoud für den Friedensnobelpreis nominiert.
Außerdem wurde sie als eine der 500 Most Influential Personalities in the Muslim World nominiert und erhielt den Prize from the Young Chamber of Commerce of Mauritania.